# خولیان برندرو
خولیان برندرو مارتین (۸ آوریل ۱۹۱۲ – ۱ ژوئن ۱۹۹۵) رکابزن حرفه‌ای اهل اسپانیا بود که در رشتهٔ دوچرخه‌سواری جاده فعالیت می‌کرد. او توانست دو بار پیاپی در سال‌های ۱۹۴۱ و ۱۹۴۲ برندهٔ ووئلتا اسپانیا شود.

## آغاز فعالیت حرفه‌ای
برندرو در سان آگوستین د گوادالیکس زاده شد و در سال ۱۹۳۴ دوچرخه‌سواری حرفه‌ای را آغاز کرد. نخستین موفقیت او، کسب رتبهٔ سوم تور باسک ۱۹۳۵ بود. در همان سال توانست با پیروزی در سه مرحلهٔ تور گالیسیا نخستین قهرمانی حرفه‌ای خود را نیز در همین تور کسب کند.
در آغاز فصل ۱۹۳۶ برندرو برندهٔ ایبار–مادرید–ایبار شد. برای نخستین بار در ووئلتا اسپانیا شرکت کرد و در پایان به مقام چهارم رسید. سپس در تور دو فرانس حضور یافت و برندهٔ رده‌بندی کوهستان شد. در فصل بعد نیز در تور شرکت کرد و در یک مرحله پیروز شد. سپس با آغاز جنگ داخلی اسپانیا و جنگ جهانی دوم، مسابقات دوچرخه‌سواری به مدت چند سال معلق شد.

## قهرمانی ووئلتا
برندرو فصل ۱۹۴۱ را با سه پیروزی آغاز کرد و برندهٔ تور ناوار شد. در ووئلتا که پس از تعطیلی دوساله برگزار می‌شد، قدرت خود را با پیروزی در افتتاحیه نشان داد. در ۱۱ مرحلهٔ دیگر نیز روی سکو قرار گرفت و برندهٔ مرحلهٔ ۲۰ شد. برندرو توانست با برتری بیش از یک دقیقه، نخستین قهرمانی خود در ووئلتا را جشن بگیرد. در رده‌بندی کوهستان نیز در رتبهٔ دوم ایستاد.
در فصل بعد نیز برندرو دو پیروزی در ووئلتای ۱۹۴۲ به دست آورد و برای دومین سال پیاپی، قهرمان شد. همچنین توانست برندهٔ رده‌بندی کوهستان این مسابقه شود. در همان سال، نایب قهرمان تور کاتالونیا شد و پیراهن کوهستان را کسب کرد. همچنین برندهٔ تور لوانته شد.

## سال‌های پایانی
در فصل ۱۹۴۳ ووئلتا اسپانیا دوباره تعطیل شد؛ ولی مسابقات کوچکتر همچنان برگزار می‌شد. برندرو برندهٔ مسابقات قهرمانی جاده اسپانیا و تور کاتالونیا شد. همچنین در مسابقهٔ ماسفرر و جایزه بزرگ بیلبائو به پیروزی رسید. در سال ۱۹۴۴ از عنوان قهرمانی خود در مسابقهٔ جادهٔ اسپانیا دفاع کرد و توانست مسابقهٔ سیکلوکراس اسپانیا را نیز فتح کند.
در فصل ۱۹۴۵ با بازگشایی ووئلتا اسپانیا، برندرو نیز در این مسابقه شرکت کرد و با پیروزی در دو مرحله، نایب قهرمان ووئلتا شد و توانست پیراهن کوهستان را به دست آورد. در فصل ۱۹۴۶ نیز در ووئلتا سه پیروزی به دست آورد و بر سکوی دوم ایستاد. سپس برندهٔ تور کاتالونیا شد و توانست پیراهن امتیازی و کوهستان مسابقه را نیز به دست آورد.
در سال‌های پایانی، برندرو نتوانست موفقیت قابل توجهی کسب کند. در ووئلتای ۱۹۴۷ و ۱۹۴۸ در یک مرحله پیروز شد و در سال ۱۹۴۸ مدال برنز مسابقات جاده اسپانیا را به دست آورد. در فصل ۱۹۴۹ در تور دو فرانس شرکت کرد؛ ولی پس از ۴ مرحله از تور کناره‌گیری کرد. برندرو در همان سال بازنشسته شد.

## نتایج در گرند تورها
| گرند تور | ۱۹۳۶ | ۱۹۳۷    | ۱۹۳۸    | ۱۹۳۹    | ۱۹۴۰    | ۱۹۴۱    | ۱۹۴۲    | ۱۹۴۳    | ۱۹۴۴    | ۱۹۴۵    | ۱۹۴۶    | ۱۹۴۷ | ۱۹۴۸   | ۱۹۴۹    |
| -------- | ---- | ------- | ------- | ------- | ------- | ------- | ------- | ------- | ------- | ------- | ------- | ---- | ------ | ------- |
| ووئلتا   | ۴    | ناموجود | ناموجود | ناموجود | ناموجود | ۱       | ۱       | ناموجود | ناموجود | ۲       | ۲       | ۶    | ناتمام | ناموجود |
| جیرو     | —    | —       | —       | —       | —       | ناموجود | ناموجود | ناموجود | ناموجود | ناموجود | —       | —    | —      | —       |
| تور      | ۱۱   | ۱۵      | ۲۹      | —       | ناموجود | ناموجود | ناموجود | ناموجود | ناموجود | ناموجود | ناموجود | —    | —      | ناتمام  |